# 波尔塔赫
波尔塔赫，是西班牙埃斯特雷马杜拉卡塞雷斯省的一个市镇。总面积101平方公里，
2001年普查人口總數為400人，人口密度為每平方公里4人。